# Staw (województwo łódzkie)
Staw – wieś w Polsce położona w województwie łódzkim, w powiecie wieluńskim, w gminie Czarnożyły.

## Położenie i podział administracyjny
W latach 1975–1998 miejscowość położona była w województwie sieradzkim.

## Historia
Miejscowość historycznie należy do ziemi wieluńskiej i pierwotnie związana była z Wielkopolską. Ma metrykę średniowieczną i istnieje co najmniej od XIV wieku. Dawniej nazywano ją także "Duży Staw". Wymieniona w dokumencie zapisanym w 1377 jako "Staw", "Staaf", a w 1468 "maior Staw" .
Wieś została odnotowana w historycznych dokumentach podatkowych. Jak wynika z Liber beneficiorum archidiecezji gnieźnieńskiej spisanej przez Jana Łaskiego w XVI wieku (Gniezno 1880 r.,t. II, s. 136) miejscowość niegdyś należała do kapituły gnieźnieńskiej, do klucza Kamionka. W 1520 prepozyt wielkopolski pobierał we wsi dziesięcinę z łanów osiadłych po 1 wiardunku, mierze żyta i owsa. Z ról opuszczonych natomiast brał dziesięcinę snopową. Z kolei pleban stawski z Wydrzyna pobierał dziesięcinę snopową, a z ról folwarcznych i od sołtysa 1 wiardunek. We wsi w XVI wieku mieszkali zarówno zagrodnicy jak i chałupnicy, którzy płacili meszne . 
W 1511 wyznaczone zostały granice wsi z sąsiednimi miejscowościami: Opojowicami, Czarnożyłami i Raczynem. W tym roku zanotowano również w miejscowości 5. łanów. W 1518 odnotowano 4,5 łana. Według regestu poborowego powiatu wieluńskiego w 1552 mieszkało w niej 9. kmieci z karczmarzem, a wieś liczyła wówczas 3,5 łana. W 1553 odnotowano 3,5 łana .
W XVI wieku folwark szlachecki, który był własnością rodu Stawskich. Dokument z 1468 odnotowuje zakup część wsi przez Jana Stawskiego, który zapłacił za nią 80 grzywien niejakiemu Chotowskiemu. W 1469 Stanisław Chotowski zapisał dwom spośród 3 synów należące do niego części Stawu. W 1472 wspomniany został J. Stawski, który zapisał żonie Katarzynie 120 grzywien na 1,5 Stawu .
Po rozbiorach Polski miejscowość znalazła się w zaborze rosyjskim. Razem, jako dwie wsie "Staw" i "Stawek" wraz z folwarkiem, wymienia je XIX wieczny Słownik geograficzny Królestwa Polskiego. W XIX wieku leżały one nad kanałem Ogrodzianką, rzeką Pichną w powiecie wieluńskim, gminie Wydrzyn, parafii Czarnożyły. W 1827 w miejscowości naliczono 16. domów zamieszkanych przez 171. mieszkańców. W 1885 pierwsza wieś liczyła 16. domów i 83 mieszkańców, a druga 5. domów oraz 52. mieszkańców.